# خانه‌های بریم شماره ۲۳۶
خانه‌های بریم شماره ۲۳۶ مربوط به دوره پهلوی دوم است و در آبادان، منطقه مسکونی بریم، پلاک ۲۳۶ واقع شده و این اثر در تاریخ ۱۲ شهریور ۱۳۸۶ با شمارهٔ ثبت ۱۹۴۶۶ به‌عنوان یکی از آثار ملی ایران به ثبت رسیده است.